# Yazidisme
 Ikke at forveksle med Ezidi eller Yezidi.
Yazidisme eller Sharfadin er en religion med gamle indo-europæiske rødder. Medlemmerne er primært kurdisktalende og bor i Mosul-området i det nordlige Irak. Andre samfund i Transkaukasien, Armenien, Tyrkiet og Syrien har været i tilbagegang siden 1990'erne. Medlemmerne udvandrer til Europa, især til Tyskland.
En stor Yazidi-klan/stamme kaldes Dasni. 

## Demografi
Yazidier er en vigtig minoritet i det irakiske samfund. Størrelsen af det irakiske yazidi-samfund anslås til mellem 70.000 og 500.000. Det georgiske samfund er faldet betydeligt fra 30.000 i 1990'erne til en anslået 14.000 i 2008), mens samfundet i Armenien er mere stabilt (omkring 40.000 ifølge folketællingen i 2001). I Rusland er det samlede antal Yazidier 31.273 (2002 folketælling). I Syrien er der to hovedgrupper i Jazira og Kurd Daege på omkring 15.000 mennesker. I Tyrkiet er der nu kun en meget lille rest i visse landsbyer syd-øst for Diyarbakir,. Faldet fra ca. 80.000 i 1970 til 23.000 i 1985 og til 377 i 2007).
Yazidier udgør 200.000 til 300.000 i alt - estimeret pga. Yazidi religionens lukkethed.

## Oprindelse
Baggrunden for yazidisme er i sidste ende indhyllet i nærøstlig forhistorie. Selv om yazidier taler kurdisk, har deres religion — en gren af yazidisme – stærk indflydelse fra arkaisk Mithraisme, mesopotamiske religiøse traditioner, kristendom og i sidste ende islam. Yazidiernes navn for sig selv er Êzidî eller Êzîdî eller i nogle områder Dasinî. Yazidiernes kulturel er klart kurdisk, og alle taler kurmanji (nord-kurdisk) med undtagelse af landsbyerne Bashiqa og Bahazane i det nordlige Irak, hvor de taler arabisk. Næsten alle yazidernes mundtlige religiøse traditioner er overleveret på kurmanji-sproget, så de religiøse rødder er komplicerede.
Yazidisme er påvirket fra flere religioner: 
- Sufisme og dens forestillinger ses i det religiøse ordforråd, især i terminologien i den esoteriske litteratur.

- Mytologien har mange lighedspunkter med de gamle persiske religioner. Flere har søgt at beskrive Yazidis oprindelse som islam, persisk eller hedenske religioner; dog har publikationer siden 1990'erne vist, at en sådan fremstilling er alt for forenklet.

## Yazidisk tro
Yazidismen er en esoterisk religion. Dens inderste hemmeligheder er derfor kun kendt af et mindre antal præster. Præsteværdigheden er arvelig, og både mænd og kvinder kan blive præsteviede.
I yazidisk tro er ærkeenglen Melek Tawus (kurdisk: Tawûsê Melek), påfugleenglen, den første skabning af Gud, som fik ordre til ikke at bøje sig for nogen andre. Siden skabte Gud de andre ærkeengle og pustede liv i Adam, som alle ærkeenglene fik ordre til at bøje sig for. Det gjorde de også, undtagen Melek Tawus, som dermed bestod Guds prøve og blev gjort til leder af englene og til Guds stedfortræder på jorden. Skabelsen af de syv ærkeengle, kendt som heft sirr (de syv mysterier) siges at være sket i en tid, da jorden var en perle.
Yazidierne tror, at både godt og ondt eksisterer i sindet og i sjælen. Det er op til mennesket, hvilken side, det vælger. Religiøs renhed er vigtig for yazidierne og giver sig udslag i madregler, i andre tabu og i specielle varianter af det kurdiske klan- og kastesystem. Yazidierne tror på reinkarnation og mener, at de syv ærkeengle jævnlig bliver født i menneskelig form. Sheik Adi skal have sammenlignet sig selv med Melek Tawus:
Jeg var til stede, da Adam levede i paradis, og også da Nimrod kastede Abraham i ilden. Jeg var til stede, da Gud sagde til mig: "Du er herskeren og herren på jorden. Gud, den miskundelige, gav mig syv jorde og tronen i himmelen.
Det var længe i strid med religionen at lære at læse og skrive. Først i de sidste årtier (1970'erne) er det blevet almindeligt med uddannelse blandt yazidierne. Yazidismen har ingen egentlige hellige skrifter og har derfor ikke haft det værn mod muslimsk forfølgelse, som gives til "bogfolk". Ikke desto mindre findes der skriftlige traditioner og håndbøger, hvoraf nogle er oversat og udgivet på vestlige sprog, heriblandt Kitêba Cilwe (Åbenbaringen) og Mishefa Res (Den sorte bog).
Muslimer, særlig i sufisk tænkning, har opfattet påfugleenglen Melek Tawus som den faldne engel Iblis (efter muslimsk forståelse djævelen - "Lucifer"); dermed er eziderne ofte betragtet som djævledyrkere. Det skyldes to mytologiske tankeverdener, som er forskellige, men alligevel så beslægtede, at misforståelsen er sket. Nogle orientalister har bidraget til, at denne opfattelse blev kendt i  Vesten. Denne opfattelse finder man i bøger i vestlig populærkultur. At åbningsscenen i spillefilmen The Exorcist (indspillet i Sinjarbjergene) er knyttet til en djævlestatuette (rigtignok af Pazuzu) fundet af en arkæolog, spiller også på det. Men de kristne i yazidiernes nære omgivelser har almindeligvis ikke delt opfattelsen af deres religion som djævelsk. En anden hovedårsag til, at nogle muslimer tror, at yazidierne er djævledyrkere er, at visse Shia-beretninger påstår, at kalif og ummayyadekonge Yazid ibn Muawiya skulle have sendt sin hær for at slå profeten Muhammads barnebarn, Hussein ibn Ali, ihjel i Slaget ved Karbala i år 685 e.Kr. Sunni-beretninger mener derimod, at Hussein blev forrådt af sit eget folk. Der findes meget få - og kun svage - beviser på, at Yazid skulle have været manden bag Imam Husseins død. Ezidierne har intet med Yazid at gøre, da det er en meget ældre fortælling og religion.

## Religiøs praksis
Yasidier beder to daglige bønner mod solen, da solen giver varme og lys.
Det vigtigste ritual er en årlig pilgrimsfærd til sheik Adis grav i Lalish i forbindelse med en seks dages høstfest, Cejna Cemaiya. Under fejringen bader yasidier i floden, vasker figurer, som forestiller Malak Tawus og tænder lamper i gravmælerne for sheik Adi og andre hellige.

## Konflikter i 2007
De fleste yasidier i Irak bor i områder, som er kontrolleret af kurdisk milits. Områderne nord for Mosul indgår formelt i det kurdiske selvstyreområde, mens Jebel Sinjar sydvest for Mosul formelt er under kontrol af regeringen i Bagdad. Den kurdiske regering har bevilget midler til at restaurere bygningerne i Lalish, og der er etableret et yasidi-kulturcenter i Dahuk. Mange yasidier føler sig som andenrangs borgere i forhold til sunnimuslimerne blandt kurderne, men frem til 2014 skete ingen forfølgelse af yasidier under kurdisk styre. Derimod er yasidier som vantro blevet et mål for terroraktioner fra arabiske sunni-ekstremisters side.
I april 2007 blev den 17 år gamle yasidi-pige Du'a Khalil Aswad slået ihjel af en folkemængde i landsbyen Bashika ved Sheikhan, mens irakisk politi passivt så til. Mordet var et æresdrab, fordi hun havde brudt yasidiernes strenge renhedsregler ved at forelske sig i en muslimsk mand. Medlemmer af hendes egen familie skal have været aktive deltagere. Lederne for yasidisamfundet tog skarpt afstand fra mordet.
Få dage senere blev 23 yasidier kidnappet fra en bus og kørt til Mosul, hvor de blev skudt i vejkanten, sandsynligvis af sunnitisk milits.
Den 14. august 2007 blev det hidtil alvorligste angreb på yasidier gennemført i Sinjarområdet sydvest for Mosul. En serie bilbomber eksploderede med korte mellemrum i yasidi-landsbyerne Gir Uzeir og Siba Sheikh Khidir (arabisk: Qataniya og Adnaniya). En af bomberne lå i en benzintank. Bomberne dræbte over 500 og sårede endnu flere. Ordføreren i Sinjar, et vigtigt center for yasidier, hævdede straks, at angrebet var organiseret af al-Qaeda blandt andet fordi "Iraks islamske stat", som var nært knyttet til al-Qaeda, havde omdelt løbesedler, som advarede om et forestående angreb.
Den kurdiske regionale regering hævdede, at et sådant angreb ikke kunne være gennemført, hvis kurdiske sikkerhedsstyrker havde haft kontrollen i området. Mere end 600 kurdiske peshmergas er siden blevet udplacerede i Sinjarområdet.
Beboerne i Sinjardistriktet skulle ifølge Iraks grundlov være gået til valgurnerne sammen med indbyggerne i Kirkuk for at afgøre, om de ville slutte sig til den kurdiske selvstyrede region. Arabiske og turkmenske partier har modsat sig en sådan folkeafstemning og forsøgt at opmuntre yasidierne til ikke at støtte de kurdiske nationalister.
En mindre massakre ramte en yazidifamilie i Sinjar i december 2008.